# Gustav Czopp
Gustav Czopp (Wenen, 3 april 1909 - Dachau, 30 december 1944) was een Nederlands journalist en acteur, die het bekendst werd als presentator en verslaggever van AVRO's Radiojournaal. Hij noemde zichzelf Gustaaf.
Hij kwam als kind naar Nederland en ging naar school in Rotterdam en het Duitse Wolfenbüttel (Niedersachsen). Van oorsprong was hij toneelspeler. Hij speelde in de gezelschappen van Eduard Verkade, Louis Saalborn en Eduard Veterman. Vanaf 1933 werkte hij voor de AVRO, aanvankelijk voor het Radiotoneel en als bewerker en vertaler van hoorspelen.
In 1935 stond hij mede aan de wieg van de eerste actualiteitenrubriek op de Nederlandse radio, AVRO's Radiojournaal. Hij werkte als verslaggever en interviewer en werd een van de bekendste radiopersoonlijkheden van de jaren 30. Tot de velen die hij interviewde behoorden Louis Davids, Maria Montessori, Erik de Vries en radiopionier Hanso Idzerda. In 1938 werd Czopp gehuldigd ter gelegenheid van zijn 250e interview.
Als verslaggever was hij naar moderne maatstaven tamelijk kritiekloos, maar wel vermetel: toen in 1936 de verloving werd gevierd van Juliana en Bernhard liep hij met studentes die een aubade kwamen brengen Paleis Noordeinde binnen, zodat hij unieke opnames kon maken. Hij slaagde daarin en werd vervolgens het pand uitgegooid. Collega Frits Thors omschreef hem later als "een reuze aardige baas, zeer intelligent en zeer nerveus."
Samen met Gisbert de Josselin de Jong was Czopp presentator van het eerste uur van de populaire radio-quiz Hersengymnastiek.
In 1939 versloeg Gustaaf Czopp nog de mobilisatie en vertelde de luisteraar hoe ordelijk alles verliep. Maar in hetzelfde jaar publiceerde hij het boek "De wereld kreeg radio" en daarin gaf hij veel kritiek op de zelfcensuur bij de omroep. Vooral de slappe "neutrale" manier waarop het wereldnieuws in die dreigende tijd verslagen werd bekritiseerde hij. Dit schoot zijn directeur Willem Vogt in het verkeerde keelgat en Czopp werd ontslagen.
Tijdens de oorlog zat de Joodse Czopp enige tijd ondergedoken. Hij werd in 1941 verraden en gearresteerd. In oktober 1944 werd hij afgevoerd naar het concentratiekamp Dachau waar hij in december van dat jaar vermoord is. Czopps ex-vrouw en dochter overleefden de oorlog. Zijn moeder Henriette Czopp-Katz en zijn zuster Grete Czopp kwamen om in Auschwitz.
- Digitale Bibliotheek voor de Nederlandse Letteren: czop001
- International Standard Name Identifier: 0000 0003 9100 8739
- Nederlandse Thesaurus van Auteursnamen: 073963674
- Virtual International Authority File: 284680696
- WorldCat: E39PBJp9yMdpF9Cp8kb4xJkJjC